# 耶稣论爱仇敌
马太福音5:44 论爱仇敌为《新约》《马太福音》第五章44节，是耶稣山上宝训的一部分。耶稣指出，有些人教导民众要“恨你的仇敌”；在这节经文中，耶稣明确反对这种观点。
和合本《圣经》翻译为：
只是我告訴你們、要愛你們的仇敵．爲那逼迫你們的禱告。

## 概述
这一段话是整个新约圣经最重要的章节之一。圣经学者Luz认为这一节表达的想法「被认为是基督徒的特征和革新」。「爱你的敌人」这一教导把基督教和先前所有其他宗教区分开来。 Nolland则不同意这一观点，他注意到了一些历史先例。譬如，在古巴比伦文本《Counsels of Wisdom》和的埃及的《Instruction of Amenemope》中有类似的话。在古希腊和罗马哲学思想中，爱一个人的仇敌这一观点在西塞罗、塞内加和犬儒学派的思想中已有所发展。
这一节和旧约圣经中的一节经文一致，在旧约圣经中，所罗门王曾说过，一个应该喂养仇敌，如果他（她）饿了的话。
马太福音的作者将这段经文放在一组对句的最后，作为对耶稣之前布道内容的总结。早期教会思想家也认为这是耶稣最重要的教导之一。“爱你的仇敌”这一确切措辞，之前没有在犹太文献出现过，但有先前思想家分享耶稣的观点的例子。其他传统也有相似的看法。希腊斯多噶派学者讲过类似的关于普世的爱的格言。理论上,耶稣有可能受到斯多噶派思想的影响，但不太可能。东方信仰，佛教和道教，也有类似的观点。尼采完全拒绝爱仇敌的教导，认为爱一个人的敌人是软弱和不诚实的。毛泽东还写过关于爱仇敌准则的评论，认为普遍的爱是一个终极目标，但这在阶级被消灭以前，是不可能实现的。
在希腊文中，“爱”这个词的词义比英文要窄。学者Barclay注释说，希腊文有四个不同的词通常被译为爱。 希腊文中，表示对家庭成员的爱用「stergein」；性爱用「eros」；深深的感情用「philia」；这几个表示爱的词，都不用在这段经文。《马太福音》使用「agapan」这个词，学者Barclay将它翻译为“持久的仁爱”。这个词在《马太福音》中又出现了7次，而整本《新约福音》共出现约140次。
仇敌是一个广义的概念，指各种各样的敌人和对手。在这段经文中，特别提到迫害者。当马太写福音书时，基督教群体正受相当大的迫害。整个犹太人群体，在耶稣和马太的年代，受罗马人逼迫。
对于这节经文的解释在那些对战争问题感兴趣的人中引发一些争论。 在中世纪，这句经文被解释为仅适用于私人领域。一个人绝不能恨生活在敌国的单个人，但一个人憎恨敌国、敌对信仰或意识形态的行为则是可以被接受的。其他人则反对这一观点。列夫·托尔斯泰特别解释这节经文，用来反对激进好战的民族主义。
另一种解释是，仇敌指的是异教徒，不是对手，这节经文意在鼓励基督徒用传教活动来归化异教的热心。

## 注解和参考文献

### 注解
1. ↑  For a collection of other versions see Bible Hub Matthew 5:44